# Jeju
Jeju (hangul 제주; ett äldre namn på ön på svenska och andra europeiska språk är Quelpart) är en autonom provins i södra Sydkorea och är landets största ö belägen söder om Koreahalvön. Huvudstaden är Jeju. 
Provinsen är administrativt indelad i två städer (si), Jeju och Seogwipo. Tidigare fanns också två landskommuner (gun), Bukjeju (Nordjeju) och Namjeju (Sydjeju), men de är sedan 2006 införlivade med städerna.
Jeju är 73 km långt och 31 km brett med en sammanlagd yta på 1 850 km². Ön har vulkaniskt ursprung och högsta toppen Halla-san (tidigare känd som Mount Auckland) är 1950 m ö.h. med tre vattenfyllda kratrar. Senaste utbrottet beräknas skett för cirka 25 000 år sedan. Från toppen sluttar ön ner mot havet och jordmånen av förvittrad lava är bördig. Utöver huvudön Jeju finns några småöar utefter kusten: Den största är knappt fyra kilometer lång och övriga mindre än en kilometer. 

## Endemiska växter
Det finns cirka 90 endemiska växter på ön, varav 28 inom  Hallabergets nationalpark kring Hallabergets topp.

## Näringsliv
Turism är den dominerande näringslivsgrenen med sydkoreaner och kineser som gäster då Jeju är ett mycket populärt rekreationsområde avseende natur, kultur och historia. Efter turism följer jordbruk och boskapsskötsel som viktiga näringar.
Av denna anledning är Jeju företag små till storleken. Stora företag i Jeju inkluderar Kakao, Neople, Jeju Semiconductor, Socar, LT Entertainment och Lotte Tour Development.

## Historik
Den första europé som lämnade några underrättelser om Korea var holländaren Hendrik Hamel, skeppsskrivare på ett holländskt fartyg, som 1654 led skeppsbrott vid ön. Hamel, som med den övriga besättningen fördes i fångenskap till Korea hölls kvar där i 13 år, men lyckades omsider med några olyckskamrater fly och skrev efter sin hemkomst en berättelse om Korea. Boken trycktes i Rotterdam 1668.

## Kommunikationer
Flygplatsen Jeju International Airport är den näst största i Sydkorea.